# Brie (Somme)
Brie ist eine nordfranzösische Gemeinde mit 341 Einwohnern (Stand 1. Januar 2022) im Département Somme in der Region Hauts-de-France. Die Gemeinde gehört zum Arrondissement Péronne und ist Teil der Communauté de communes de la Haute Somme.

## Geographie
Die Gemeinde liegt am Ostufer der kanalisierten Somme und wird von der Chaussée Brunehaut (Départementsstraße D1029) durchschnitten, die hier die Somme überquert. Von Norden nach Süden durchzieht die D88 die Gemeinde.
| 1962 | 1968 | 1975 | 1982 | 1990 | 1999 | 2006 | 2018 |
| ---- | ---- | ---- | ---- | ---- | ---- | ---- | ---- |
| 310  | 319  | 299  | 310  | 307  | 301  | 332  | 331  |

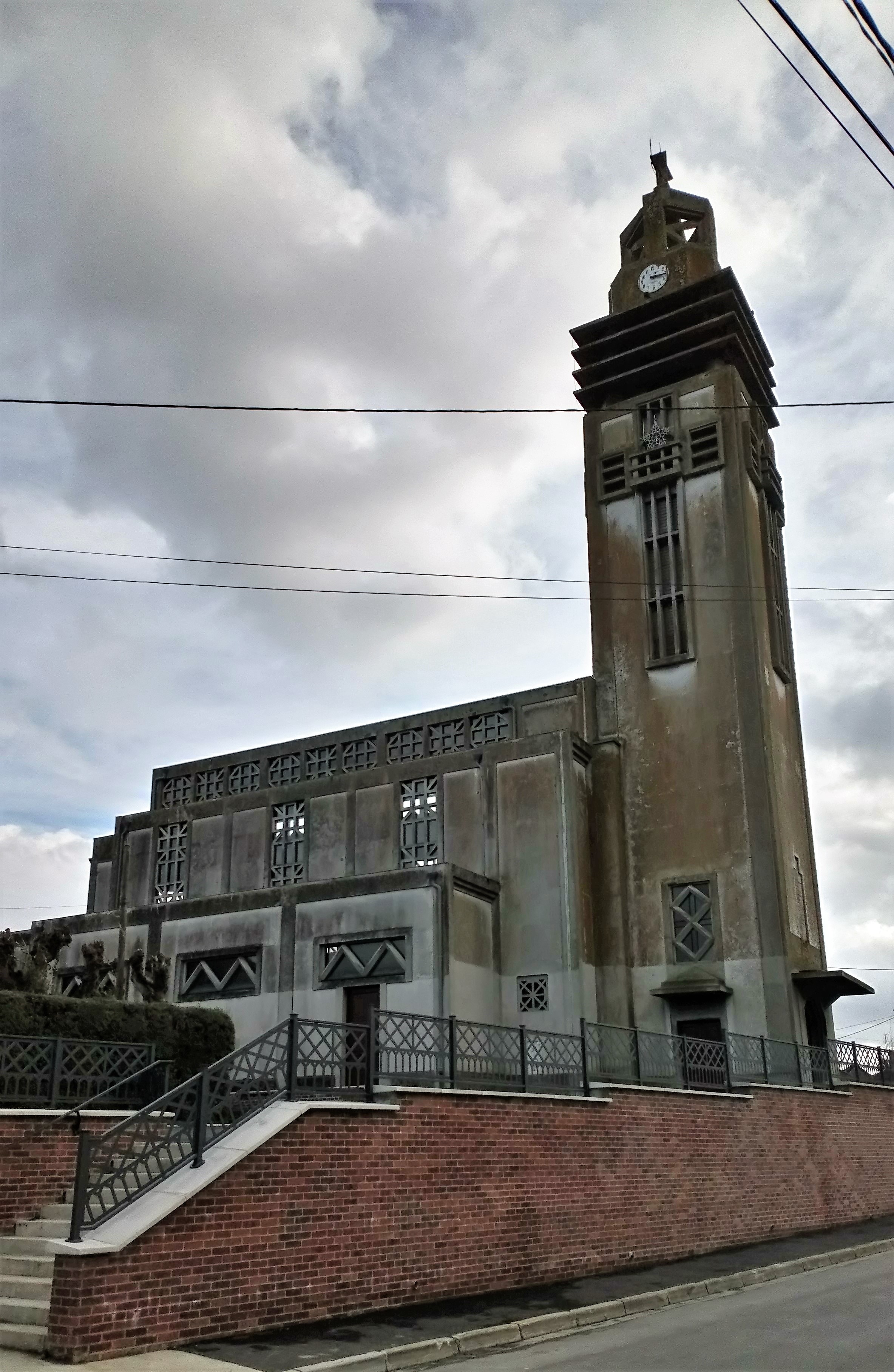
Kirche Saint-Géry
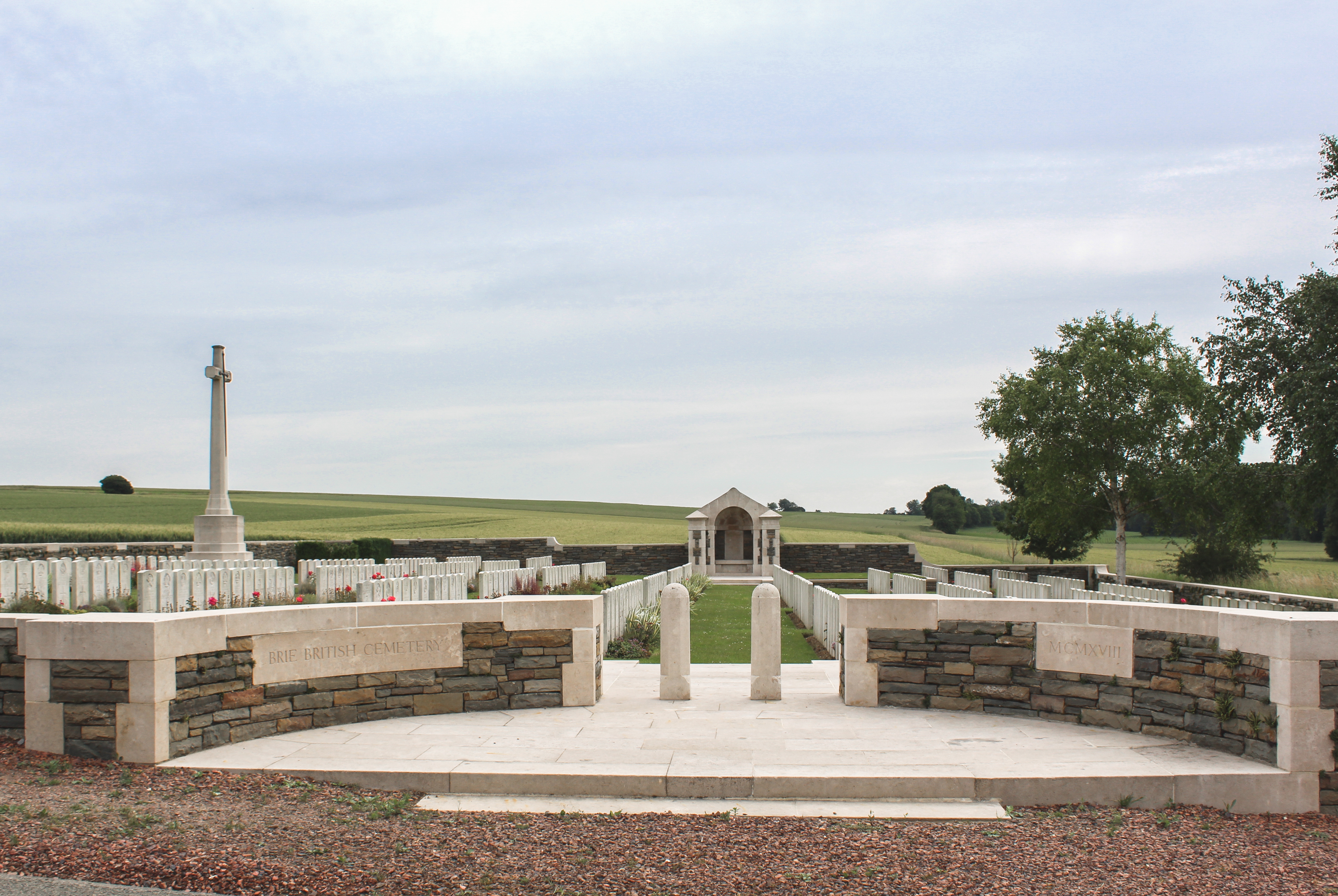
Britischer Soldatenfriedhof